# Frank Alois Pitelka
Frank Alois Pitelka (27. března 1916 Chicago – 10. října 2003 Altadena) byl americký ornitolog českého původu.
Jeho otec pocházel ze Slabčic a matka (rozená Lagová) z Vracova. Pozorování ptáků se věnoval od dětství, stal se členem Chicagské ornitologické společnosti. Vystudoval Illinoiskou univerzitu v Urbana Champaign a pracoval v oceánografické laboratoři ve Friday Harbor ve státě Washington. Na Kalifornské univerzitě v Berkeley získal doktorát i profesuru a od roku 1949 pracoval v tamním muzeu obratlovců. Je autorem 215 odborných publikací.
Získal Guggenheimovo stipendium, působil v Oxfordu u Charlese Sutherlanda Eltona. Zabýval se behaviorální ekologií, byl odborníkem na arktickou faunu a účastnil se v letech 1955 až 1973 terénního výzkumu v okolí Barrow. V roce 1980 mu byla udělena Brewsterova medaile a v roce 1992 Eminent Ecologist Award. Byl čestným členem Cooperovy ornitologické společnosti. V roce 1997 mu Masarykova univerzita v Brně udělila čestný doktorát.
Jeho manželka Dorothy Riggs Pitelka byla odbornicí v oboru protistologie.